# Кожевники (Ярославская область)
Кожевники — деревня в Даниловском районе Ярославской области. Входит в состав Дмитриевского сельского поселения.

## География
Находится в северо-восточной части Ярославской области на расстоянии приблизительно 21 км на юг-юго-запад по прямой от железнодорожного вокзала города Данилова, административного центра района.

## История
Деревня была отмечена еще на карте 1798 года. В 1859 году здесь (тогда деревня Романово-Борисоглебского уезда Ярославской губернии) было учтено 24 двора, в 1898 — 24.

## Население
Численность населения: 137 человек (1859 год), 29 (русские 100 %) в 2002 году, 17 в 2010.